# Вудман, Ник
Николас Д. «Ник» Вудман (англ. Nick Woodman; род. 24 июня 1975) — американский предприниматель, основатель и генеральный директор компании GoPro.

## Жизнь и карьера
Вудман вырос в городе Атертон, штат Калифорния. В школе его больше всего интересовал спорт. В старших классах он всерьёз увлёкся сёрфингом, и после окончания школы именно это увлечение повлияло на выбор университета — он поступил в Калифорнийский университет в Сан-Диего из-за близости к океану, где были хорошие места для катания. После окончания учёбы Вудман решил открыть собственный бизнес, основав компанию Funbug. Это был сайт, где люди могли поиграть в старые игры. Ему удалось привлечь инвестиции на сумму в 4 млн долл., но, из-за лопнувшего пузыря доткомов, компания разорилась.
Через некоторое время Ник отправился в сёрф-тур в Австралию. Там он заметил, что качественные спортивные фотографии могли делать только профессиональные спортсмены, которые нанимали для этого специальных людей. Так он решил создать водонепроницаемую и ударопрочную камеру, которую мог бы себе позволить любой спортсмен. В течение следующих нескольких лет он разрабатывал свой собственный кейс для камеры. Когда тот был готов, он отправил его одному китайскому производителю, откуда получил первый готовый образец. Первая камера GoPro была представлена в 2004 году на крупном профессиональном спортивном шоу Action Sports Retailer Show. Там он получил первые заказы на свою камеру и с этого момента продажи стали расти с большой скоростью. Так, в 2012 году было продано 2,3 млн камер, а выручка компании составила 521 млн долларов. На тот момент самому Вудману принадлежала доля в 45 % акций компании стоимостью в 1,3 млрд долларов. В том же году известный тайваньский производитель Foxconn приобрёл 8,88 % акций компании, таким образом оценив её в 2,25 миллиарда долларов.